# La Cure
La Cure is een dorp in de Zwitserse gemeente Saint-Cergue. Het dorp bevindt zich aan en op de grens met Frankrijk in het Juragebergte, in het kanton Vaud. Enkele huizen van het dorp liggen aan de Franse kant van de grens in de gemeente Les Rousses. In één logement loopt de landsgrens zelfs dwars door het hotel, door de eetzaal en keuken, en beginnen de beide trappen naar de bovenste etage in Frankrijk en eindigen in Zwitserland. Aan de Franse zijde is de naam hotel Arbez, aan de Zwitserse zijde hotel Franco-Suisse.  
Het plaatsje heeft een spoorwegstation en is sinds 1958 het eindpunt van de spoorlijn Nyon - Morez.

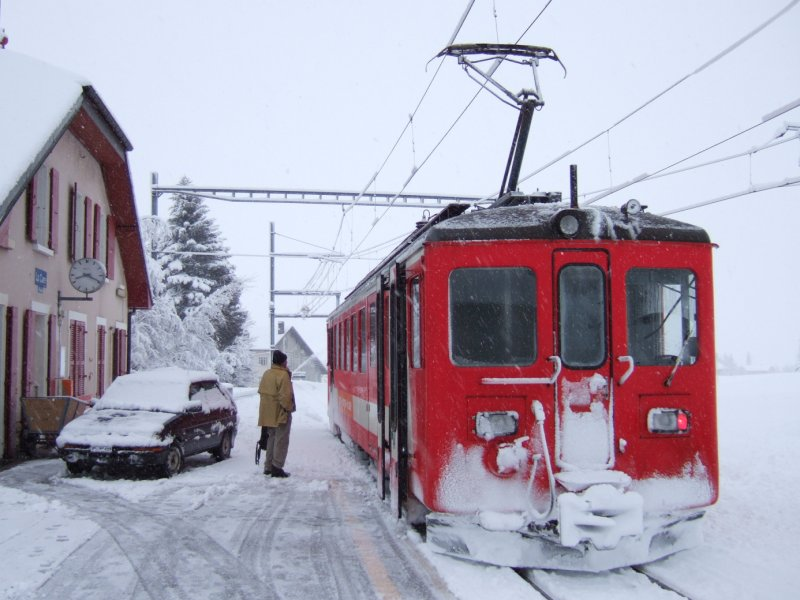
Station van La Cure